# Arthonia albopulverea
Arthonia albopulverea är en lavart som beskrevs av Nyl. Arthonia albopulverea ingår i släktet Arthonia och familjen Arthoniaceae.   Inga underarter finns listade i Catalogue of Life.